# Марія Саксен-Альтенбурзька (1818—1907)
Марія Саксен-Альтенбурзька (нім. Marie von Sachsen-Altenburg), повне ім'я Александріна Марія Вільгельміна Катаріна Шарлотта Терезія Генрієтта Луїза Пауліна Єлизавета Фредеріка Георгіна Саксен-Альтенбурзька (нім. Alexandrine Marie Wilhelmine Katharine Charlotte Theresia Henriette Luise Pauline Elisabeth Friederike Georgine von Sachsen-Altenburg), 14 квітня 1818 — 9 січня 1907) — принцеса Саксен-Альтенбургу з Ернестинської лінії Веттінів, донька герцога Саксен-Альтенбургу Йозефа та вюртемберзької принцеси Амелії, дружина останнього короля Ганноверу Георга V. Після анексії Ганновера Пруссією мешкала в Австро-Угорщині.

## Біографія

### Дитинство та юність
Марія народилась 14 квітня 1818 року у Гільдбурггаузені, столиці Саксен-Гільдбурггаузена. Вона стала первістком в родині спадкоємного принца Саксен-Гільдбурггаузену Йозефа та вюртемберзької принцеси Амелії, з'явившись на світ менш, ніж за рік після їхнього весілля. Саксен-Гільдбурггаузеном в цей час правив її дід Фрідріх. Бабуся Шарлотта пішла з життя за місяць після її народження.
У 1826 році дід став одним зі спадкоємців Саксен-Гота-Альтенбурзького герцогства. За домовленістю з іншими, відбувся певний обмін землями та населенням й реформація герцогств. Фрідріх, зрештою, посів престол новоствореного Саксен-Альтенбурзького герцогства, й уся родина переїхала до Альтенбургу. Оселилися в Альтенбурзькому замку. 1830 року батько став співправителем, а у 1834 році — правлячим герцогом країни. До цього часу родина поповнилася п'ятьма молодшими доньками, з яких вижили троє: Тереза, Єлизавета та Александра. Наставником дівчат був лютеранський пастор Карл Людвіг Ніцше.

### Королева Ганноверу
14 липня 1839 року у літній резиденції короля Ганноверу Ернста Августа I Марія вперше зустрілася з ганноверським кронпринцом Георгом, єдиним сином правлячого монарха. Юнак був повністю сліпим з підліткового віку, проте вів активне життя. 18 лютого 1843 у Ганновері відбулося їхнє весілля. Вінчання пройшло у замковій церкві. Марії на той час виповнилося 24 роки, Георгу було на рік менше. На честь укладення шлюбу на площі Ватерлоо в Ганновері були висаджені три дуби (нім. Kronprinzeneichen). Оселилися пара у будинку XVII століття, який мав назву Фюрстенхоф. За два роки у них народився первісток. Невдовзі після його народження, у 1846 році родина переїхала до Палацу Ернста Августа на вулиці Адольфа 2-3. Всього у подружжя було троє дітей.

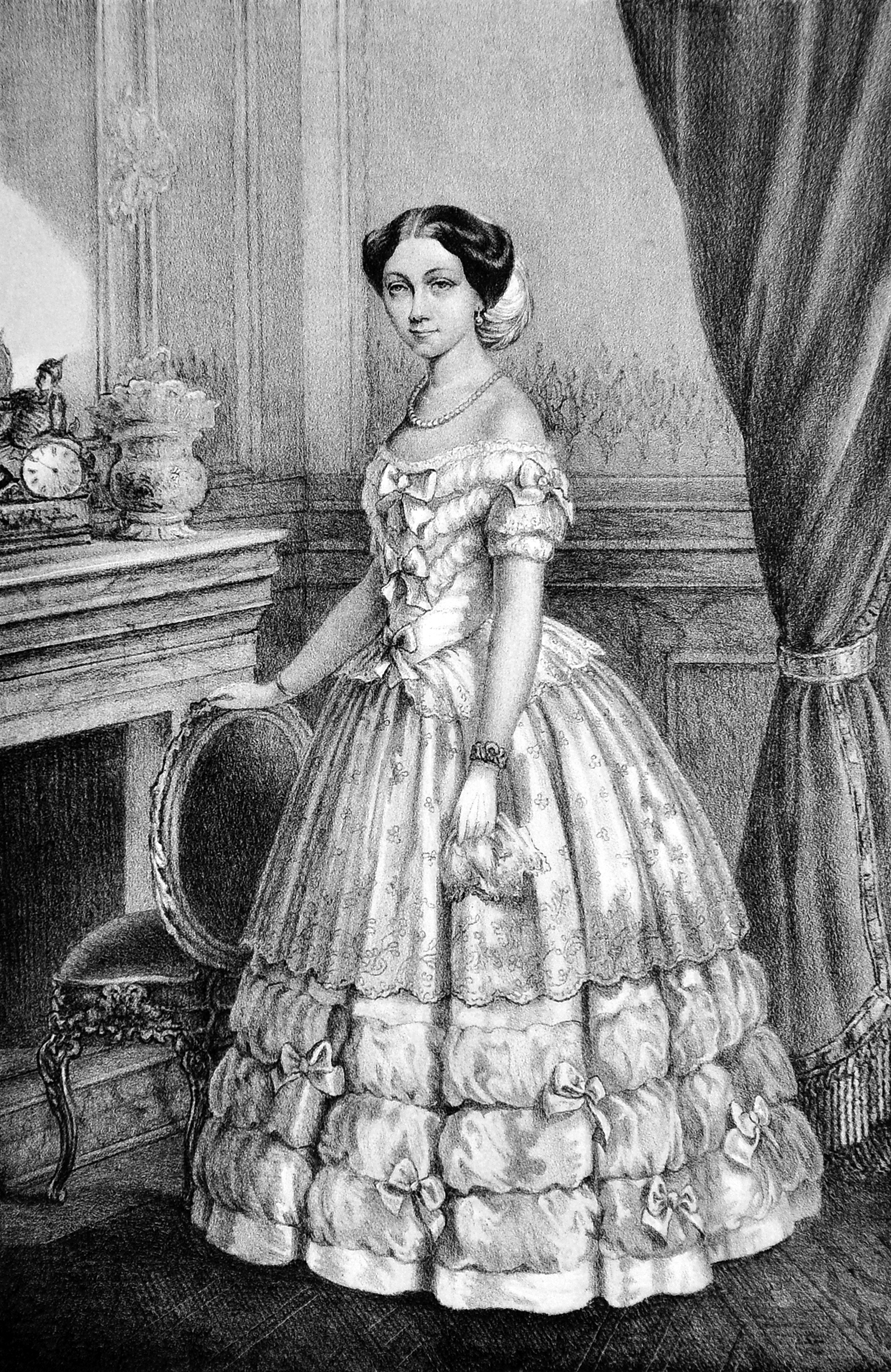
Портрет Марії Саксен-Альтенбурзької

Сімейство кронпринца вело скромне та усамітнене життя й було популярним серед населення. В той же час, Марія, яка була послідовницею пієтизму, мала суперечки з тестем на ґрунті віросповідання. Ернст Август також негативно сприймав те, що кронпринцеса сама вигодовує дітей, попри те, що вищий світ зазвичай користується послугами годувальниць. З цього приводу він навіть відмовився їсти з нею за одним столом.
Після його смерті у листопаді 1851 року Георг став правлячим королем Ганноверу, а Марія — королевою-консортом. Вони переїхали до палацу Вангенхайм, який став їхньою основною резиденцією на найближчі десять років. З часом почали віддавати перевагу палацу Герренхаузен. Літньою резиденцією до 1857 року залишався палац Монбрійан, де вони познайомилися. 1857 року було закладене будівництво нового палацу Вельфів, яке тривало до 1866. Також у 1857 році, до дня народження Марії, чоловік подарував їй майбутній замок Марієнбург, який проєктували К. В. Хасе та Е. Оппер. Сімейство в'їхало туди 1 червня 1865 року.
У 1856 році королева разом із чоловіком заснували горно-металургійну асоціацію Георга та Марії (нім. Georgs-Marien-Bergwerks- und Hüttenverein) в Мальбергені. Як перша леді країни, також займалася благодійністю. Так, у 1859 році вона створила в Ганновері будинок для євангелічно-лютеранських дияконис із приєднаною лікарнею. Комплекс отримав назву Фундація Генрієтти, на честь бабусі Марії, й фінансувався переважно з її приватних коштів, отриманих від бабусі у спадщину.
У 1866 році Георг під час Австро-прусської війни виступив проти Пруссії. Невдовзі після битви при Лангензальці у червні 1866 року Ганновер капітулював та був у вересні анексований Пруссією. Георг із сином втекли до Відня, де оселились на віллі Гюґель.
Марія з доньками перший час перебувала у палаці Герренхаузен. У вересні 1866 року вона відправила до Відня старшу доньку. Разом із молодшою донькою та двором королева перебралася 27 вересня до замку Марієнбург. Скарби Вельфів перебували під її наглядом. У лютому 1867 року їй вдалося переправити частину з них до Англії за допомоги довірених осіб. Замок, що перебував у її приватній власності, давав їй змогу й надалі жити в Ганновері, однак прусська влада наполягала на розпуску ганноверського двору та заміні персоналу на вихідців з Пруссії, що було неприпустимим для Марії.

### Вигнання

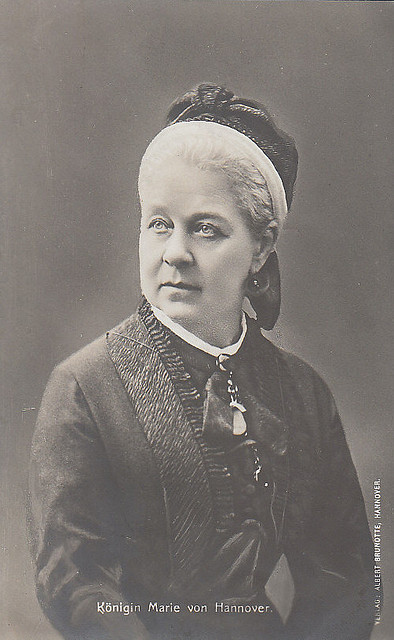
Королева Марія

24 липня 1867 року королева разом із донькою залишила країну. Виїхавши потягом з вокзалу Нордштеммена, у Відні вони поєдналися з рештою родини. Надалі всі разом мешкали на віллі Гюґель. Від 1868 року літньою резиденцією їм слугувала вілла Тун у Гмундені. Георг ніколи не визнавав окупації свого королівства та відмовлявся зрікатися трону. Він помер у Парижі у червні 1878 року, де перебував у справах.
В той час Марію змальовували як стару та люб'язну пані. Як резиденцію вдови, вона обрала віллу Тун, яка вже називалася вілла Редтенбахер. Її син невдовзі одружився з данською принцесою Тірою. Разом із невісткою Марія зробила свій дім відкритим для акторів та музикантів. Дуже скоро у неї з'явилися онуки. Сім'я швидко росла, й у 1886 році син із родиною переселилися до збудованого ним Кумберлендського замку поблизу Гмундена. Старша донька Фредеріка вийшла заміж та від'їхала до Англії. Молодша залишилася з матір'ю та доглядала її до своєї смерті у 1904 році.
Марія померла у 88-річному віці у Гмундені 9 січня 1907 року, дочекавшись правнуків. Похована в мавзолеї Кумберлендського замку.

## Родина
Чоловік — Георг V, король Ганноверу
Діти:

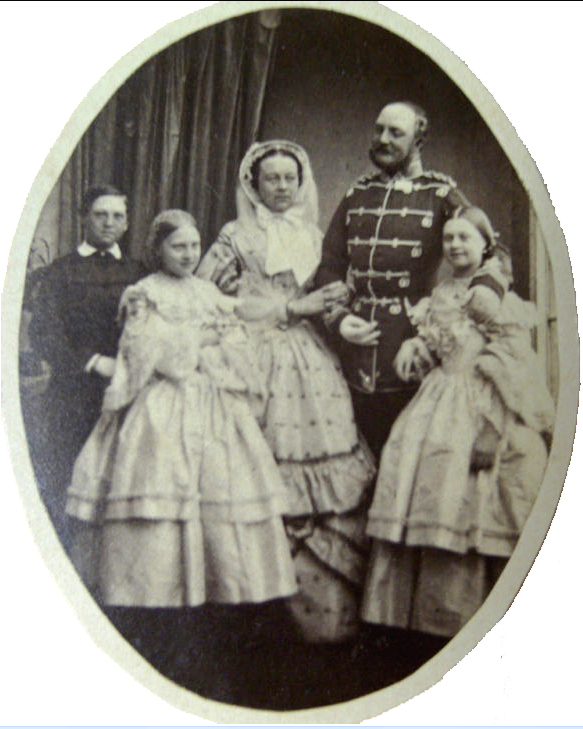
Марія у колі родини, близько 1865 року

- Ернст Август (1845—1923) — титулярний король Ганноверу у 1878—1923 роках, був одружений з принцесою Тірою Данською, мав шестеро дітей;
- Фредеріка (1848—1926) — дружина барона Альфонса фон Павел-Раммінгена, мала єдину доньку, що померла немовлям;
- Марія (1849—1904) — одружена не була, дітей не мала.

## Нагороди
- Орден Королеви Марії Луїзи (Іспанія);
- Королівський орден Вікторії й Альберта (Велика Британія).